# Людвик Базильов
Лю̀двик Базѝльов (на полски: Ludwik Bazylow) е полски историк, изтъкнат специалист по история на Русия, професор във Варшавския университет, член на Научния комитет на Полската академия на науките.

## Биография
Людвик Базильов е роден на 14 април 1915 година в Лвов. Получава начално, средно и висше образование в родния си град. През 1936 година се дипломира с магистърската степен по история, а две години по-късно и с магистърска степен по полонистика в Лвовския университет. През 1939 година защитава докторска дисертация със заглавие „Стремежите на Стефан Батори към полската корона“ (на полски: Starania Stefana Batorego o koronę polską).
След Втората световна война е репатриран във Вроцлав. Там започва работа в местния университет. През 1952 година се мести във Варшавския университет, където работи в Катедрата по история на народите на СССР. В годините 1958 – 1966 е декан на Историческия факултет. През 1968 е удостоен с титлата „професор“. От 1976 до 1981 година е директор на Института за социалистическите страни на ПАН.
В дългогодишната си научна дейност има публикувани повече от 300 научни единици, в които основен акцент е историята на Русия.
Людвик Базильов умира на 17 януари 1985 година.

## Научни трудове
- Działalność narodnictwa rosyjskiego w latach 1878— 1881 (1960)
- Polityka wewnętrzna caratu i ruchy społeczne w Rosji na początku XX wieku (1966)
- Siedmiogród a Polska 1576— 1613 (1967)
- Historia Rosji (1969)
- Dzieje Rosji 1801— 1917 (1970)
- Ostatnie lata Rosji carskiej. Rządy Stołypina (1972)
- Społeczeństwo rosyjskie w pierwszej połowie XIX wieku (1973)
- Syberia (1975)
- Obalenie caratu (1976)
- Historia powszechna 1789— 1918 (1981)
- Historia Mongolii (1981)
- Historia dyplomacji polskiej (1982)
- Polacy w Petersburgu (1984)